# Oedipodium
Oedipodium és un gènere de molses l'únic de la família Oedipodiaceae. Conté una sola espècie Oedipodium griffithianum. Aquesta espècie està distribuïda en els climes més freds d'Euràsia, com també des d'Alaska, Washington, British Columbia, Yukon, Groenlàndia, Terranova, Tierra del Fuego i les Malvines.
Anteriorment aquest tàxon va ser inclòs dins els Funariales o els Splachnales. Tanmateix, es va veure per les característiques del seu protonemata i la seva propagació asexual, junt amb l'evidència molecular, que estava més a prop dels Tetraphidaceae.